# Нейромультивит
«Нейромультиви́т» (англ. Neuromultivit) — патентованный комбинированный поливитаминный лекарственный препарат, разработанный и выпускаемый австрийской фирмой «Ланнахер Хайльмиттель» (Lannacher Heilmittel).
Применяется при различных заболеваниях, ассоциирующихся с недостаточностью витаминов группы В (B1, B6, B12): алкогольная и диабетическая нейропатии, кожные заболевания и т. д. Установлено, что в этих случаях «Нейромультивит» может рассматриваться в качестве полноценной замены инъекционной комплексной терапии указанными витаминами. Удобство применения и хорошая переносимость делают его препаратом выбора у детей, пациентов, находящихся на амбулаторном лечении, и лиц, склонных к осложнениям после инъекционного применения данных препаратов.

## Фармакологическое действие
Стимулирует метаболизм в ЦНС, регенерацию нервной ткани, оказывает анальгезирующее действие.
Фармакодинамика препарата определяется свойствами входящих в его состав витаминов:
Тиамин (витамин В1) в организме человека в результате процессов фосфорилирования превращается в кокарбоксилазу, которая является коферментом многих ферментных реакций. Тиамин играет важную роль в углеводном, белковом и жировом обмене. Активно участвует в процессах проведения нервного возбуждения в синапсах.
Пиридоксин (витамин В6) необходим для нормального функционирования центральной и периферической нервной системы. В фосфорилированной форме является коферментом в метаболизме аминокислот (декарбоксилирование, переаминирование и др.). Выступает в качестве кофермента важнейших ферментов, действующих в нервных тканях. Участвует в биосинтезе многих нейромедиаторов — таких как допамин, норадреналин, адреналин, гистамин и ГАМК (гамма-аминомасляная кислота).
Цианокобаламин (витамин В12) необходим для нормального кроветворения и созревания эритроцитов, также участвует в ряде биохимических реакций, обеспечивающих жизнедеятельность организма — в переносе метильных групп (и других одноуглеродистых фрагментов), в синтезе нуклеиновых кислот, белка, в обмене аминокислот, углеводов, липидов. Оказывает благоприятное влияние на процессы в нервной системе (синтез нуклеиновых кислот и липидный состав цереброзидов и фосфолипидов). Коферментные формы цианокобаламина — метилкобаламин и аденозилкобаламин необходимы для репликации и роста клеток.

## Применение
Показания
Полиневропатии различной этиологии (G60—63.): диабетическая, алкогольная и др.
Невриты и невралгии (M79.2),
корешковый синдром, вызванный дегенеративными изменениями позвоночника (M54.1),
ишиас (M54.3),
люмбаго (M54.4).
Плекситы (G54),
межреберная невралгия (G58.0),
невралгия тройничного нерва (G50.0),
парез лицевого нерва (G51.0).
Противопоказания
Повышенная чувствительность к компонентам препарата.
Применение во время беременности и в период кормления грудью
Из-за ограниченного опыта применения препарата не рекомендуется назначать его в период беременности и грудного вскармливания.
Побочное действие
Препарат хорошо переносится больными. В единичных случаях могут встречаться тошнота, тахикардия, кожные реакции в виде зуда и уртикарной сыпи.

## Лекарственные формы
Раствор для внутримышечного введения в ампулах, имеющий состав на 1 ампулу:
- тиамина гидрохлорид (витамин B1) — 100 мг;
- пиридоксина гидрохлорид (витамин B6) — 100 мг;
- цианокобаламин (витамин B12) — 1 мг.

Таблетки покрытые плёночной оболочкой, имеющие состав:
- тиамина гидрохлорид (витамин B1) — 100 мг;
- пиридоксина гидрохлорид (витамин B6) — 200 мг;
- цианокобаламин (витамин B12) — 0,2 мг.

## Режим дозирования
Внутрь, по 1 таблетке 1—3 раза в сутки. Таблетки следует принимать после еды, не разжевывая и запивая небольшим количеством жидкости.
Продолжительность курса — по рекомендации врача. Не рекомендуется лечение высокими дозами более 4 недель.
Взаимодействие
Этанол резко снижает всасывание тиамина, входящего в состав препарата.
«Нейромультивит» снижает противопаркинсоническую эффективность леводопы. Во время приёма препарата не рекомендуется приём поливитаминных комплексов, включающих в состав витамины группы В.

## Результаты клинических исследований
По результатам исследования, проведённого и опубликованного в России в 2001 году, установлено, что «Нейромультивит» эффективен при лечении диабетической дистальной полиневропатии — наиболее часто встречающегося осложнения сахарного диабета, регистрирующегося у 15—95 % пациентов со стажем заболевания более 10 лет. В частности, подтверждено достоверное положительное влияние препарата на тактильную и вибрационную чувствительность стоп, что позволяет говорить о снижении риска развития синдрома диабетической стопы и появления трофических язв. Также при приёме данного лекарственного средства значительно уменьшается интенсивность болевого синдрома стоп и, следовательно, повышается качество жизни больных данным заболеванием. Одновременно отмечено удобство проведения курса лечения в амбулаторных условиях в связи с отсутствием необходимости парентерального введения препарата.